# میکسر دی‌جی

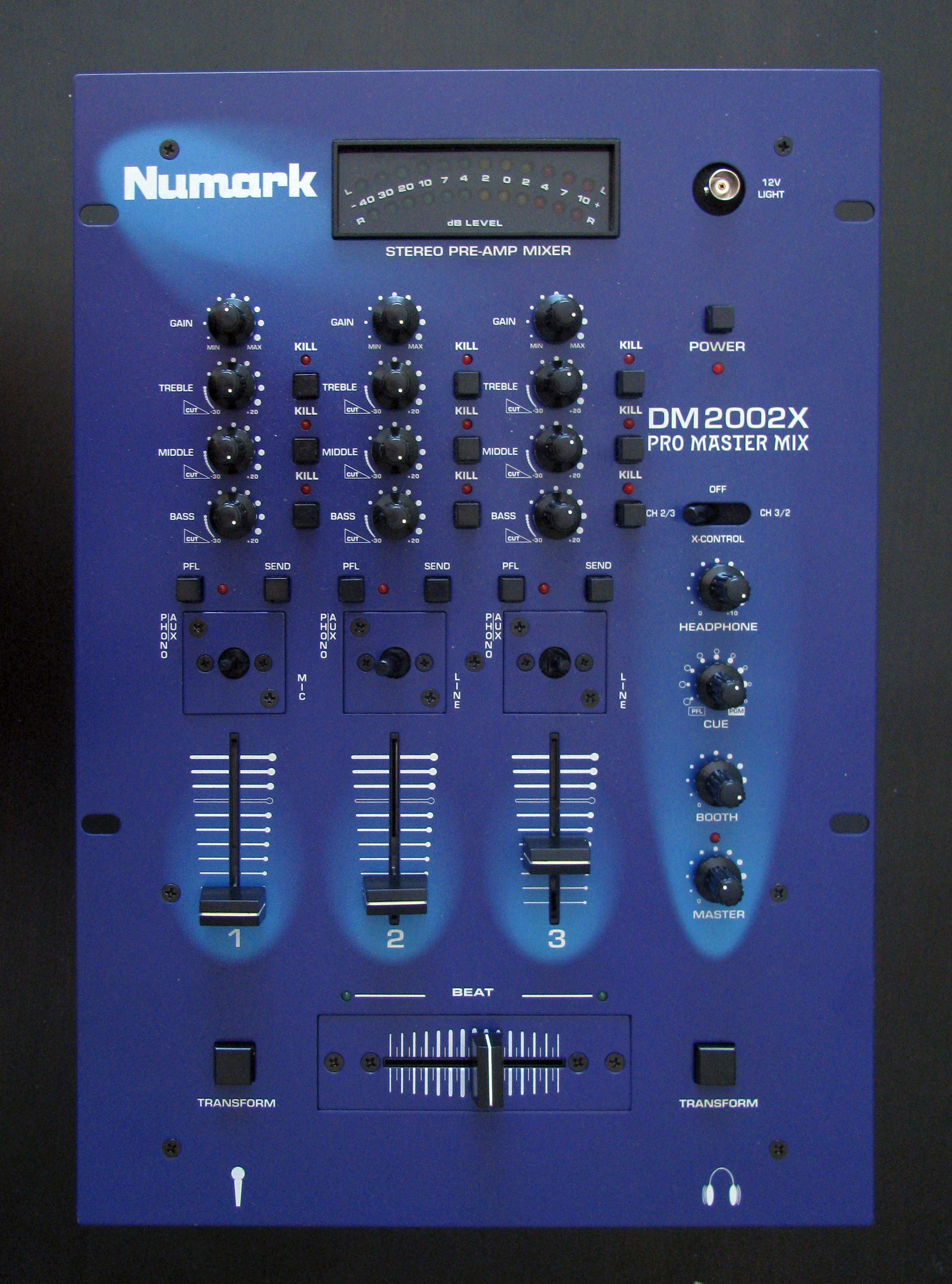
یک میکسر نیومارک دی‌ام۲۰۰۲اکس پرو مستر دی‌جی. این میکسر سه‌کاناله می‌تواند تا سه منبع صدای ورودی داشته‌باشد. ناب‌های کنترل بهره و ناب‌های کنترل اکولایزر، امکان تنظیم حجم و نواخت هر منبع صدا را به‌طور جداگانه فراهم می‌کنند. فیدرهای عمودی نیز امکان تنظیم بلندی صدای هر منبع صدا را در اختیار کاربر قرار می‌دهند. کراس‌فیدر نصب‌شده به‌صورت افقی نیز به دی‌جی این امکان را می‌دهد تا به آرامی از ترانه‌ای در یک منبع صوتی به ترانه‌ای در منبع صوتی دیگر منتقل شود.

میکسر دی‌جی نوعی از دستگاه صداآمیزی است که دی‌جی‌ها برای کنترل و دستکاری سیگنال‌های صوتی متعدد از آن استفاده می‌کنند. برخی دی‌جی‌ها هنگام پخش قطعات موسیقی در باشگاه‌های رقص، از میکسرها برای انتقال بدون وقفه از یک قطعهٔ موسیقی به قطعه‌ای دیگر استفاده می‌کنند. دی‌جی‌های هیپ هاپ و ترن‌تیبلیست‌ها از میکسر دی‌جی به‌منظور نواختن صداهای تازه با استفاده صفحه‌گردان به‌عنوان یک ساز موسیقی استفاده می‌کنند. دی‌جی‌های سبک‌ها دیسکو، هاوس، موسیقی رقص الکترونیک و سایر سبک‌های رقص‌محور، برای انتقال نامحسوس و ملایم بین قطعات موسیقی ضبط‌شده به‌هنگام پخش موسیقی، از میکسر دی‌جی استفاده می‌کنند. منابع ورودی صدا به میکسر دی‌جی معمولاً صفحه‌گردان‌ها، نوار کاست، دستگاه دی‌جی یا نرم‌افزارهای دی‌جی نصب‌شده بر روی یک لپ‌تاپ هستند. میکسرهای دی‌جی این امکان را به دی‌جی می‌دهند تا پیش از پخش قطعهٔ مورد نظر خود برای مخاطبان، از یک هدفون برای شنیدن آن قطعه استفاده کند. اکثر میکسرهای دی‌جی که از قیمت پایین تا متوسط برخوردارند، فقط می‌توانند از دو دستگاه پخش سی‌دی یا صفحه‌گردان ورودی بگیرند، اما برخی از میکسرها (مانند میکسرهایی که در باشگاه‌های شبانهٔ بزرگ‌تر استفاده می‌شوند) قابلیت اتصال تا چهار دستگاه پخش سی‌دی یا صفحه‌گردان به خود را نیز دارند. دی‌جی‌ها و ترن‌تیبلیست‌های سبک هیپ هاپ و نو متال از میکسرهای دی‌جی برای ایجاد ضربات، لوپ‌ها و جلوه‌های صوتی «خراش‌دار» استفاده می‌کنند.